# Geoff Uhrhane
Geoff Uhrhane (ur. 11 kwietnia 1991 w Gold Coast) – australijski kierowca wyścigowy.

## Kariera

### Formuła Ford
Uhrhane rozpoczął karierę w wyścigach samochodowych w roku 2009, od startów w Australijskiej Formule Ford oraz w Formule Ford Fiesta VSCRC. Zajął w nich odpowiednio siódmą i czwartą pozycję w klasyfikacji generalnej. W 2012 roku odgrywał już znaczącą rolę w Mistrzostwach Australijskiej Formuły Ford. Zwycięstwo w jednym wyścigu oraz piętnaście miejsc na podium pozwoliło mu zdobyć tytuł wicemistrzowski serii. W 2011 roku Australijczyk kontynuował starty w Formule Ford. W Brytyjskiej Formule Ford był piąty w klasyfikacji końcowej, a w Festiwalu Formuły Ford, w klasie Duratec zajął szóste miejsce.

### Formuła Renault 2.0
Prócz startów w Formule Ford Geoff startował w 2011 roku również w Brytyjskiej Formule Renault. W głównej serii 19 punktów dało mu 16 pozycję w klasyfikacji generalnej, zaś serii finałowej był trzynasty.

### Formuła 3
Na sezon 2012 Australijczyk podpisał kontrakt z fińską ekipą Double R Racing na starty w Międzynarodowej Serii Brytyjskiej Formuły 3, Formule 3 Euro Series oraz Europejskiej Formule 3. Jedynie w edycji brytyjskiej był klasyfikowany - zajął tam 12. miejsce.

## Statystyki
| Sezon | Seria                                        | Zespół                      | Wyścigi | Zwycięstwa | PP | NO | Podium | Punkty | Pozycja |
| ----- | -------------------------------------------- | --------------------------- | ------- | ---------- | -- | -- | ------ | ------ | ------- |
| 2009  | Australijska Formuła Ford                    | Sonic Motor Racing Services | 23      | 0          | 0  | 0  | 4      | 143    | 7       |
| 2009  | Formuła Ford Fiesta VSCRC                    |                             |         |            |    |    |        | 151    | 4       |
| 2010  | Australijska Formuła Ford                    | Sonic Motor Racing Services | 22      | 1          | 0  | 0  | 15     | 269    | 2       |
| 2011  | Brytyjska Formuła Ford                       | JTR                         | 23      | 2          | 6  | 3  | 10     | 391    | 5       |
| 2011  | Europejski Puchar Formuły Ford               | JTR                         | 11      | 1          | 0  | 2  | 4      | 0      | NS†     |
| 2011  | Festiwal Formuły Ford - Duratec - Pre finals |                             | 3       | 0          | 0  | 0  | 2      | 0      | NS†     |
| 2011  | Festiwal Formuły Ford - Duratec              |                             | 1       | 0          | 0  | 0  | 0      | N/A    | 6       |
| 2011  | Brytyjska Formuła Renault                    | Atech Reid GP               | 2       | 0          | 0  | 0  | 0      | 19     | 16      |
| 2011  | Finałowa Seria Brytyjskiej Formuły Renault   | Atech Reid GP               | 6       | 0          | 0  | 0  | 0      | 43     | 13      |
| 2012  | Brytyjska Formuła 3 - Międzynarodowa Seria   | Double R Racing             | 28      | 0          | 0  | 0  | 0      | 35     | 12      |
| 2012  | Formuła 3 Euro Series                        | Double R Racing             | 3       | 0          | 0  | 0  | 0      | 0      | NS†     |
| 2012  | Europejska Formuła 3                         | Double R Racing             | 8       | 0          | 0  | 0  | 0      | 0      | NS†     |
| 2012  | Grand Prix Makau                             | Double R Racing             | 1       | 0          | 0  | 0  | 0      | N/A    | 12      |

† – Uhrhane nie był zaliczany do klasyfikacji generalnej.